# SN 2002kk
SN 2002kk – supernowa typu Ia odkryta 26 sierpnia 2002 roku w galaktyce A215858-0008. Jej maksymalna jasność wynosiła 19,00m.